# مجله شیمی اعصاب
مجله شیمی اعصاب مجله‌ای است که توسط انجمن بین‌المللی شیمی اعصاب به صورت داوری همتا نگارش می‌یابد و در حال حاضر توسط انتشارات وایلی-بلک‌ول منتشر می‌شود. مجله تمامی موارد مربوط به علم شیمی اعصاب را پوشش می‌دهد. تمامی مقالات قدیمی تر از سال ۱۹۹۷ به صورت رایگان در دسترس می‌باشد.